# Top Model po-ukrainsky (mùa 6)
Mùa thứ sáu của Top Model po-ukrainsky được dựa theo America's Next Top Model của Tyra Banks và là mùa thứ ba. Alla Kostromichova, Serhiy Nikityuk và Sonya Plakydyuk quay lại làm giám khảo cho mùa này còn Kostyantyn Borovskyy sẽ không còn là giám khảo nữa và sẽ thay thế ông là Volodymyr Demchynskyy. Trong mùa này, có sự thay đổi là sẽ không có thí sinh nam tham gia trong mùa này.
Điểm đến quốc tế của mùa này là Antalya, Cappadocia, Denizli dành cho top 5 và Istanbul dành cho top 4.
Người chiến thắng trong cuộc thi là Malvina Chuklya, 25 tuổi từ Bairaky. Cô giành được: 1 hợp đồng người mẫu với K Models, lên ảnh bìa cùng 6 trang biên tập cho tạp chí Pink và giải thưởng tiền mặt trị giá ₴100.000.

## Các thí sinh
(Tuổi tính từ ngày dự thi)
| Thí sinh            | Tuổi | Chiều cao               | Quê quán           | Bị loại ở | Hạng               |
| ------------------- | ---- | ----------------------- | ------------------ | --------- | ------------------ |
| Karina Dyachuk      | 17   | 1,75 m (5 ft 9 in)      | Odessa             | Tập 3     | 17                 |
| Darya Didovich      | 23   | 1,78 m (5 ft 10 in)     | Kharkiv            | Tập 4     | 16 (dừng cuộc thi) |
| Nastya Lazaryeva    | 23   | 1,74 m (5 ft 8+1⁄2 in)  | Mariupol           | Tập 4     | 15                 |
| Natalya Savchenko   | 22   | 1,81 m (5 ft 11+1⁄2 in) | Izmail             | Tập 5     | 14                 |
| Maria Mikhyeyeva    | 23   | 1,71 m (5 ft 7+1⁄2 in)  | Kharkiv            | Tập 6     | 13                 |
| Nastya Leuhina      | 19   | 1,73 m (5 ft 8 in)      | Kharkiv            | Tập 7     | 12                 |
| Yarina Samarik      | 16   | 1,82 m (5 ft 11+1⁄2 in) | Lviv               | Tập 8     | 11                 |
| Margo Verkhovtseva  | 18   | 1,76 m (5 ft 9+1⁄2 in)  | Kherson            | Tập 9     | 10                 |
| Liza Bezkrovna      | 16   | 1,80 m (5 ft 11 in)     | Novomoskovske      | Tập 10    | 9                  |
| Amina Dosimbaeva    | 22   | 1,79 m (5 ft 10+1⁄2 in) | Almaty, Kazakhstan | Tập 12    | 8                  |
| Yulia Binkovska     | 25   | 1,81 m (5 ft 11+1⁄2 in) | Lutsk              | Tập 13    | 7                  |
| Nastya Ruda         | 24   | 1,73 m (5 ft 8 in)      | Odessa             | Tập 14    | 6                  |
| Darina Gerasimchuk  | 16   | 1,84 m (6 ft 1⁄2 in)    | Polonne            | Tập 15    | 5                  |
| Katya Chechelenko   | 16   | 1,72 m (5 ft 7+1⁄2 in)  | Kiev               | Tập 16    | 4                  |
| Katya Kulichenko    | 25   | 1,78 m (5 ft 10 in)     | Zaporizhzhia       | Tập 18    | 3                  |
| Natasha Maslovskaya | 17   | 1,72 m (5 ft 7+1⁄2 in)  | Kharkiv            | Tập 18    | 2                  |
| Malvina Chuklya     | 25   | 1,78 m (5 ft 10 in)     | Bairaky            | Tập 18    | 1                  |

## Thứ tự gọi tên
| 1  | Darya      | Malvina    | Darina     | Nastya Le. | Katya K.   | Amina      | Natasha   | Darina    | Katya K.  | Nastya R. | Yulia     | Malvina   | Darina    | Natasha  | Malvina  | Malvina  | Natasha  | Malvina |  |  |  |  |  |  |  |  |  |  |  |  |  |  |  |  |  |
| 2  | Natasha    | Amina      | Natasha    | Yarina     | Amina      | Margo      | Katya C.  | Nastya R. | Natasha   | Amina     | Malvina   | Natasha   | Natasha   | Malvina  | Katya K. | Katya K. | Malvina  | Natasha |  |  |  |  |  |  |  |  |  |  |  |  |  |  |  |  |  |
| 3  | Maria      | Nastya Le. | Katya K.   | Katya C.   | Nastya Le. | Darina     | Yulia     | Katya C.  | Darina    | Darina    | Katya K.  | Darina    | Katya C.  | Katya K. | Natasha  | Natasha  | Katya K. |         |  |  |  |  |  |  |  |  |  |  |  |  |  |  |  |  |  |
| 4  | Liza       | Margo      | Amina      | Nastya R.  | Margo      | Malvina    | Darina    | Natasha   | Malvina   | Katya C.  | Darina    | Katya C.  | Katya K.  | Katya C. | Katya C. |          |          |         |  |  |  |  |  |  |  |  |  |  |  |  |  |  |  |  |  |
| 5  | Amina      | Darina     | Yarina     | Maria      | Yarina     | Nastya R.  | Nastya R. | Yulia     | Nastya R. | Malvina   | Katya C.  | Katya K.  | Malvina   | Darina   |          |          |          |         |  |  |  |  |  |  |  |  |  |  |  |  |  |  |  |  |  |
| 6  | Katya C.   | Nastya La. | Maria      | Margo      | Liza       | Natasha    | Malvina   | Katya K.  | Amina     | Yulia     | Natasha   | Nastya R. | Nastya R. |          |          |          |          |         |  |  |  |  |  |  |  |  |  |  |  |  |  |  |  |  |  |
| 7  | Yarina     | Nastya R.  | Natalya    | Yulia      | Natasha    | Yulia      | Margo     | Malvina   | Yulia     | Katya K.  | Nastya R. | Yulia     |           |          |          |          |          |         |  |  |  |  |  |  |  |  |  |  |  |  |  |  |  |  |  |
| 8  | Margo      | Natalya    | Liza       | Darina     | Nastya R.  | Katya C.   | Amina     | Liza      | Katya C.  | Natasha   | Amina     |           |           |          |          |          |          |         |  |  |  |  |  |  |  |  |  |  |  |  |  |  |  |  |  |
| 9  | Yulia      | Natasha    | Nastya Le. | Natasha    | Katya C.   | Liza       | Katya K.  | Amina     | Liza      |           |           |           |           |          |          |          |          |         |  |  |  |  |  |  |  |  |  |  |  |  |  |  |  |  |  |
| 10 | Katya K.   | Katya K.   | Malvina    | Katya K.   | Darina     | Yarina     | Liza      | Margo     |           |           |           |           |           |          |          |          |          |         |  |  |  |  |  |  |  |  |  |  |  |  |  |  |  |  |  |
| 11 | Nastya La. | Yarina     | Nastya R.  | Amina      | Yulia      | Katya K.   | Yarina    |           |           |           |           |           |           |          |          |          |          |         |  |  |  |  |  |  |  |  |  |  |  |  |  |  |  |  |  |
| 12 | Darina     | Liza       | Yulia      | Liza       | Maria      | Nastya Le. |           |           |           |           |           |           |           |          |          |          |          |         |  |  |  |  |  |  |  |  |  |  |  |  |  |  |  |  |  |
| 13 | Malvina    | Katya C.   | Katya C.   | Natalya    |            |            |           |           |           |           |           |           |           |          |          |          |          |         |  |  |  |  |  |  |  |  |  |  |  |  |  |  |  |  |  |
| 14 | Nastya Le. | Yulia      | Margo      |            |            |            |           |           |           |           |           |           |           |          |          |          |          |         |  |  |  |  |  |  |  |  |  |  |  |  |  |  |  |  |  |
| 15 | Nastya R.  | Maria      | Nastya La. |            |            |            |           |           |           |           |           |           |           |          |          |          |          |         |  |  |  |  |  |  |  |  |  |  |  |  |  |  |  |  |  |
| 16 | Natalya    | Darya      | Darya      |            |            |            |           |           |           |           |           |           |           |          |          |          |          |         |  |  |  |  |  |  |  |  |  |  |  |  |  |  |  |  |  |
| 17 | Karina     | Karina     |            |            |            |            |           |           |           |           |           |           |           |          |          |          |          |         |  |  |  |  |  |  |  |  |  |  |  |  |  |  |  |  |  |

     Thí sinh được miễn loại
     Thí sinh có tấm ảnh đẹp nhất
     Thí sinh dừng cuộc thi
     Thí sinh ban đầu bị loại nhưng được cứu
     Thí sinh bị loại
     Thí sinh chiến thắng cuộc thi
- Darya là thí sinh chiến thắng phần casting online nên cô được tham gia vào cuộc thi.
- Tập 1 và 2 là tập casting. Sau khi 15 thí sinh được chọn, Karina là thí sinh cuối cùng được chọn vào cuộc thi sau khi những cô gái chưa được tham gia chụp ảnh muốn ban giám khảo cho họ thêm một cơ hội nữa.
- Trong tập 3, Malvina được miễn loại vì giành chiến thắng trong thử thách trình diễn thời trang. 16 cô gái còn lại đều phải tham gia thử thách đấu loại.
- Trong tập 4, Darya dừng cuộc thi vì không muốn diện mạo mới, còn Malvina phải dừng cuộc thi vì bố cô qua đời.
- Trong tập 7, Malvina được quay lại cuộc thi.
- Trong tập 8, Katya C. được miễn loại vì được các cô gái bầu chọn nhiều nhất trong thử thách chụp hình, còn Yulia được miễn loại vì được các cô gái bầu chọn nhiều nhất trong thử thách trình diễn thời trang.
- Trong tập 12, Yulia không tham gia vào buổi đánh giá vì phải nhập viện nên cô được miễn loại trong tập đó.
- Trong tập 13, chỉ có duy nhất Yulia trong phòng nguy hiểm, đồng nghĩa với việc là cô ấy bị loại.
- Trong tập 14, Darina đã được miễn loại vì giành chiến thắng trong thử thách trình diễn thời trang.

### Buổi chụp hình
| Tập | Chính thức | Đấu loại |
| --- | --- | --- |
| 3   | Phong cách cá nhân | Trình diễn thời trang theo cặp trong trang phục giống nhau                                                                   |
| 4   | Cổ động viên trên tay các thí sinh khác                                                                                      | Vui vẻ ngày Giáng Sinh với những thứ kinh khủng                                                                              |
| 5   | Tạo dáng trên quả cầu disco đang đung đưa                                                                                    | Tạo dáng trong đồ ngủ và đồ thể thao ở công viên                                                                             |
| 6   | Trên đường đi tốt nghiệp với người mẫu nam                                                                                   | Tạo dáng với Alla và các thí sinh trong trang phục yêu cầu được lấy trong các hành lí                                        |
| 7   | 12 tháng trong năm với mèo cho lịch Kitsya-matsitsya                                                                         | Quay video cuộc sống thường ngày trong nhà với các thí sinh khác                                                             |
| 8   | Vũ công balê thiện và ác theo cặp                                                                                            | Phủ sơn khắp người lên bức tranh                                                                                             |
| 9   | Tiệc ngủ trên không theo cặp cho Happy Socks                                                                                 | Tạo dáng trước phông nền xanh trong khi người khác điều khiển                                                                |
| 10  | Phù thủy trong rừng; Chuyện tình nàng tiên cá với các thí sinh nam mùa trước                                                 | Chiến binh trên ngựa |
| 11  | Động vật giam trong lồng | Tuyên truyền cổ động trên đường phố                                                                                          |
| 12  | Công chúa trên xe ngựa; Người vợ quyền lực                                                                                   | Trình diễn thời trang trong khi phải dính sơn, kim tuyến và lông vũ lên người                                                |
| 13  | Giải phóng căng thẳng | Giải phóng căng thẳng |
| 14  | Cặp đôi hạnh phúc; Thời trang Harajuku trên cà kheo                                                                          | Vận động viên trên vòng đu                                                                                                   |
| 15  | Váy dạ hội trên thang cuộn của khinh khí cầu                                                                                 | Váy dạ hội trên thang cuộn của khinh khí cầu                                                                                 |
| 16  | Cô dâu Thổ Nhĩ Kỳ | Cô dâu Thổ Nhĩ Kỳ |
| 17  | Áo tắm sau khi trượt nước; Cô gái bản địa với gia vị                                                                         | Áo tắm sau khi trượt nước; Cô gái bản địa với gia vị                                                                         |
| 18  | Video chuyển động: Thời trang Santa Muerte với Piñata theo nhóm; Video chuyển động: Lột xác trong kén với Alla Kostromichova | Video chuyển động: Thời trang Santa Muerte với Piñata theo nhóm; Video chuyển động: Lột xác trong kén với Alla Kostromichova |